# 藤原師実
藤原 師実（ふじわら の もろざね）は、平安時代中期から後期（院政期）にかけての公卿・歌人。藤原北家、関白・藤原頼通の六男。官位は従一位、摂政、関白、太政大臣。

## 経歴
頼通の子の内、祇子所生の男子は正室・隆姫女王と嫡男・通房（母は源憲定の娘）への配慮から全員他家へ養子に出されていたが、師実の誕生から程なく通房が急死したため、末っ子の師実が摂関家の後継者に立てられた。康平2年（1059年）従姉にあたる源麗子と結婚、その後も多くの女の下に通って多くの子を為した。
師実は養女の賢子（妻麗子の兄源顕房の娘）を白河天皇に入内させると、賢子は天皇の寵愛を受け、さらに長男・敦文親王を産んだため中宮に冊立され（敦文親王は早世するが、後に善仁親王（後の堀河天皇）を産む）、師実の後宮政策は成功した。後に、叔父で関白・教通の生前より、教通およびその子で従兄の信長と摂関・藤氏長者の地位をめぐって対立するが、そもそも頼通から教通へ継承される際に「教通は一代限りで、次代は頼通の子に継承させる」とする遺言があり、上東門院彰子などの監視もあったために、教通・信長親子は師実を完全に排除することができず、逆に、教通が左大臣職を師実に譲るなどして、遺言を実行するような気配を見せるなどせねばならなかった。頼通・師実家の権勢を削るために、自らも痛手を受けることを覚悟の上で、後三条天皇が行った延久の荘園整理令の施行を事実上容認したりもしている。
信長に摂関の地位を継承させることができないままに教通が死去すると、師実の優位は確定した。師実は関白左大臣であり、内大臣の信長よりも上席であった。また、藤原氏との関係が希薄な弟宮達（実仁親王、輔仁親王・摂関家に冷遇された三条源氏の系譜）ではなく、自らと賢子の間に生まれた善仁親王への皇位継承を望んでいた白河天皇と協調し、承保2年（1075年）9月の教通死去後即座に師実が内覧・藤氏長者に任じられた。この体制には反対勢力もあり、内大臣信長の出仕拒否・大臣は事実上師実1人ながら関白との兼任のため公卿会議を先導できない、という異常な事態による朝政の停滞は丸2年以上に及んだ。白河天皇も関白師実もストライキを続ける信長をどうすることも出来なかったのだが、承暦4年（1080年）意を決した末に左大臣である自分を飛び越えさせてまで、地位的には左大臣より上席ではあるが事実上名誉職で実権がない太政大臣に据えて棚上げした。そして右大臣には藤原俊家、内大臣には藤原能長をと頼宗流の従兄を引き上げて玉突き上に人事問題を解決・朝議を整えた。後に信長の娘（養女）を自らの子息師通の室に迎え、師実自身も信長造営の九条堂を訪れるなど一応の和解を迎えた。ただし嫡男忠実を生んだ俊家息女全子は師通の仕打ちを深く恨んだ。
白河院も師実には一目置き、堀川天皇に譲位して院政を開始した後も新帝の摂政に転じた師実の意向には配慮するように努めている。実際、白河上皇は院庁の人事さえも師実の人選に任せ、師実も上皇の娘郁芳門院が亡くなった時に悲しみに暮れる上皇に代わって葬儀の準備を行っている。なお、この間の永保3年（1083年）から寛治元年（1087年）には陸奥国・出羽国で後三年の役が起こっている。
師実は祖父藤原道長以来の天皇の外祖父となり、揺らいでいた御堂流の権勢を再建することに成功した。しかし、堀河天皇の在位は賢子の実父である源顕房を始めとする村上源氏の勢力伸張をも意味していた。さらに嫡男・師通と師実自身の相次ぐ薨去により、若年の忠実が跡を継がざるを得なかった。さらに堀河天皇の早世により、白河法皇の院政が強化されていくこととなる。
和歌に優れ、『後拾遺和歌集』（1首）以下の勅撰和歌集に16首が入首、また家集に『京極関白集』がある。関白を辞した直後の嘉保元年（1094年）に開いた高陽院歌合は非常に盛大なものであり、『高陽院七番歌合』として現在にも伝わっている。また、琵琶を源資通に、笛を藤原宗俊に学び、音楽面でも才能を見せたと言われている。
日記に『京極関白記』（『後宇治御記』または『師実公記』とも）がある。

## 逸話
- 孫の藤原忠実が師実から聞いた摂関の日記の書き方について記している（『中外抄』上巻83段）。それによれば、「日記の記述が多すぎると個人的な感情が混じってしまい他人に対して礼を失することもある。摂関の公事は『西宮記』と『北山抄』、それに（摂関）家の祖先の日記があれば事足りる」、という。師実の具体的な事例として、「摂関が天皇の御前で腹鼓を打ったとしてそれを日記に書いても先例にすることは出来ない。他人の失敗を書くのも良くない。ただ、宮廷行事の次第についてきちんと記録し、日記を秘することはしてはならない」と述べたという[4]。

## 官歴
日付はいずれも旧暦に拠る。
- 天喜元年（1053年）4月21日：正五位下、昇殿。
- 天喜2年（1054年）
  - 1月7日：従四位下に昇叙。
  - 2月23日：侍従に任官。
  - 9月22日：正四位下。
- 天喜3年（1055年）
  - 2月23日：左近衛権中将に転任。
  - 12月14日：従三位。
- 天喜4年（1056年）
  - 2月3日：近江権守を兼任。
  - 2月22日：正三位。
  - 10月29日：権中納言に転任、左近衛中将は元の如し。
- 天喜6年（1058年）
  - 1月7日：従二位。
  - 4月25日：権大納言に転任、左近衛中将を止む。
- 康平3年（1060年）7月17日：内大臣に転任。
- 康平5年（1062年）4月22日：左近衛大将を兼任。
- 康平6年（1063年）1月5日：正二位。
- 康平8年（1065年）
  - 6月3日：従一位、右大臣に転任。左近衛大将は元の如し。
  - 12月23日：橘氏是定宣下。
- 治暦4年（1068年）6月14日：蔵人所別当を兼帯。
- 治暦5年（1069年）
  - 4月28日：東宮傅を兼任。
  - 8月22日：左大臣に転任。蔵人所別当、左近衛大将、東宮傅は元の如し。
- 承保2年（1075年）
  - 10月13日：藤氏長者宣下。
  - 10月15日：関白宣下。左大臣・左近衛大将は元の如し。
  - 10月27日、左近衛大将を辞任。
- 永保3年（1083年）1月19日：左大臣を辞任。
- 応徳3年（1086年）11月26日：関白を止め、摂政宣下。
- 寛治2年（1088年）12月14日：太政大臣宣下。摂政は元の如し。
- 寛治3年（1089年）4月25日：太政大臣を辞す。
- 寛治4年（1090年）12月10日：摂政を辞し、関白宣下。さらに准摂政宣下。
- 寛治5年（1091年）：藤原清衡より摂関家に初入貢（軍馬2蹄）。
- 寛治8年（1094年）3月8日：関白を辞す。後任は子の師通。
- 康和3年（1101年）
  - 1月29日：出家。法名は法覚。
  - 2月13日：薨去。享年60。

## 系譜
- 父：藤原頼通
- 母：藤原祇子 - 藤原頼成娘
- 妻：源麗子 - 藤原信家養女、実は源師房娘
  - 男子：藤原師通（1062-1099）
  - 養女：藤原賢子 - 実は源顕房の娘
  - 養女：篤子内親王[5] - 後三条天皇の皇女であるが、師実の養女として堀河天皇に入内[注釈 4]。
- 妻：源頼国娘
  - 男子：藤原家忠（1062-1136） - 花山院家の祖
  - 男子：覚信（1065-1121） - 母は源則成の娘の説あり
  - 男子：静意（1069-1151）
- 妻：藤原基貞娘
  - 男子：藤原経実（1068-1131） - 大炊御門家の祖
  - 男子：藤原能実（1070-1132）
- 妻：藤原永業娘（?-1128）[7]
  - 男子：藤原忠教（1076-1141） - 難波家の祖
  - 男子：増智（?-1135） - 母は平定親の娘の説あり
- 妻：平行親娘
  - 男子：覚実（1052-1092）
- 妻：源則成娘
  - 男子：仁源（1058-1109） - 天台座主第40世
- 妻：平定親娘
  - 男子：澄真（1069-1096）
  - 男子：永実
- 妻：源顕房娘または源師賢娘
  - 男子：仁澄（1079-1134）
- 妻：藤原忠俊娘
  - 男子：尋範（1093-1174） - 母は源麗子または仁澄と同母の説あり、興福寺大乗院第3世
  - 男子：行玄（1097-1155） - 母は源麗子の説あり、天台座主第48世
- 妻：法眼清円の娘または法橋頼円の娘
  - 男子：玄覚（?-1138）
- 生母不明の子女
  - 男子：藤原忠長
  - 女子：藤原基隆室[8]

## 関連作品
小説
- 森鷗外『山椒大夫』 - 1994年に溝口健二監督により映画化（演：三津田健）。